# Астрономія в Словаччині
Астрономія в Словаччині включає декілька наукових і освітніх установ. Наукові дослідження виконується, в першу чергу, в Астрономічному інституті Словацької академії наук, якому підпорядковані обсерваторії Ломницький Штит і Скалнате Плесо. Астрономічна освіта на університетському рівні відбувається в університетах Братислави та Кошиць. Діє кілька планетаріїв і любительських обсерваторій.

## Історія
У 1467—1491 в Братиславі працював Істрополітанський університет, заснований Матяшом Корвіном. Кафедрою математики в ньому завідував німецький математик, астроном і астролог Йоганн Мюллер (Регіомонтан), а кафедрою астрології - польський астроном, астролог і лікар Марцин Билиця.
У 1635—1777 роках працював Трнавський університет, при якому діяла перша словацька астрономічна обсерваторія.
У другій половині XIX століття відкрилась обсерваторія в Старій-Далі (нині Гурбаново). Після першої світової війни обсерваторія була відбудована. 1927 року тут був встановлений цейссівський рефлектор діаметром 60 см. Єдиним штатним працівником тривалий час залишався Штернберк. Він робив фотометричні й астрометричні дослідження комет, спостерігав змінні зорі, першим в Європі отримав точне положення нововідкритої планети Плутон. В 1930-х роках діяльність обсерваторії розширилася за рахунок набору нових кадрів. В часи Словацько-угорської війни 1939 року обсерваторію було евакуйовано, а основні прилади складовано в Пряшеві.
Інша астрономічна діяльність в Словаччині часів першої республіки включала, актинометричні вимірювання Волошина у Високих Татрах, організувані Празькою обсерваторією спостереження листопадового метеорного дощу Леоніди в Старому Смоковці (1931 — 1933), вимірювання географічних координат у 30 пунктах тригонометричної мережі Словаччини під керівництвом Дворжака та Бучара (в тому числі, точне визначення положення обсерваторії в Гурбанові). В Пряшеві крім приватної обсерваторії Алексія Духоня була також створена в 1937 державна обсерваторія. У Штрбському Плесі 1937 року заснував астрономічну обсерваторію кліматолог Стах Купелов.
У Братиславі з ціллю популяризації науки було заснувано Словацьке астрономічне товариство, яке 1937 року взяло на себе зобов'язання побудувати обсерваторію в Братиславі. Однак через політичні зміни 1938 — 1939 років будівництво не відбулося. 
Антонін Бечварж, переконавшись на власному спостережному досвіді у великій перевазі гірської атмосфери в порівнянні з умовами низин, ініціював будівництво обсерваторії Скалнате Плесо. Будівництво почалось 1939 року, а закінчилось 1943 року, вже під час війни. В перші роки свого існування обсерваторія склала каталог зір, зоряних скупчень і туманностей "Atlas Coeli Skalnaté Pleso", фотографічний атлас Мркоса і Пайдушакової, її співробітники відкрили кілька нових комет. 1951 року обсерваторія Скалнате Плесо стала частиною Центрального астрономічного інституту в Празі, з листопада 1952 року стала незалежною обсерваторією Чехословацької академії наук, а потім перейшла під егіду Словацької академії наук. За часів ЧСР обсерваторія тісно співпрацювала з радянськими астрономічними установами, її штат був розширений, основні теми досліджень включали комети, метеори, сонячну активність та змінні зорі.

## Наука
Основні обсерваторії Словаччини:
- Обсерваторія Ломницький Штит
- Обсерваторія Скалнате Плесо
- Обсерваторія Модра
- Рожнявська обсерваторія
- Обсерваторія в Банській Бистриці
- Обсерваторія Стара Лесна
- Тековська обсерваторія в Левицях

Головною астрономічною дослідницькою установою є Астрономічний інститут Словацької академії наук.
Головні громадські організації, які займаються популяризацію астрономії - Словацьке астрономічне товариство і Словацька асоціація астрономів.

## Освіта
На університетському рівні астрономія викладається на кафедраі астрономії, фізики Землі та метеорології факультету математики, фізики та інформатики в Університеті Коменського у Братиславі та на кафедрі теоретичної фізики і астрофізики природничого факультету в Університеті Павла Йозефа Шафарика в Кошицях.
Планетарії працюють у Словацький технічний музей в Кошицях і в Крайській обсерваторії та планетарій Максиміліана Гелла в Ж'ярі-над-Гроном.
Першою астрономічною енциклопедією, виданою словацькою мовою і розрахованою на широке коло читачів, стала Енциклопедія астрономії 1987 року.